# Sekihan
Il sekihan (赤飯?) (letteralmente riso ai fagioli rossi), è un piatto tipico della cucina giapponese, a base di riso. Si tratta di una pietanza servita in occasioni speciali quali compleanni e matrimoni.

## Preparazione
Viene cotto al vapore con i fagioli azuki, che conferiscono il particolare colore rossastro al riso, da cui prende il nome. Solitamente viene servito subito dopo la cottura, in alternativa può essere consumato anche a temperatura ambiente.